# Kertosari (Purwodadi)
Kertosari is een bestuurslaag in het regentschap Musi Rawas van de provincie Zuid-Sumatra, Indonesië. Kertosari telt 1001 inwoners (volkstelling 2010).